# Добруште
Добруште архаично и Добрушта (алб. Dobrushtë) је насељено место у општини Призрен на Косову и Метохији. Према попису становништва из 2011. у насељу је живело 495 становника.

## Положај
Атар насеља се налази на територији катастарске општине Врбница површине 1737 ha.

## Историја
Добрушта се први пут помиње 1326. године, у повељи српског краља Стефана Дечанског. У селу је постојала црква Св. Николе, која је до времена цара Стефана Душана већ била порушена до темеља и сасвим запустела. Цар ју је обновио и, заједно са властелинством од седам села, приложио манастиру Хиландару на Светој гори, о чему постоји сачуван запис. По упаду Турака 1455. године манастир и црква су поново запустели, и више нису обновљени. Претпоставља се да се остаци манастира налазе на брду које Албанци зову „Шен Кољ“ — што значи Свети Никола.

## Становништво
Према попису из 2011. године, Добруште има следећи етнички састав становништва:
| Националност | 2011.        |
| Албанци      | 495 (100,0%) |
| Укупно       | 495          |

| Демографија | Демографија | Демографија |
| Година      | Становника  | Становника  |
| ----------- | ----------- | ----------- |
| 1948.       | 165         |             |
| 1953.       | 180         |             |
| 1961.       | 207         |             |
| 1971.       | 244         |             |
| 1981.       | 332         |             |
| 1991.       | 401         |             |
| 2011.       | 495         |             |